# 尤利卡起事
尤利卡起事（英語：Eureka Rebellion）發生在1854年，是一場由澳洲巴拉瑞特的金礦礦工發起、反抗英國的殖民當局的武裝起事。尤利卡城寨之戰（英語：Eureka Stockade）是這場起事的通稱。該戰役是礦工與澳洲各殖民地部隊之間於1854年12月3日在尤利卡的戰鬥。該戰役之命名是於自礦工在衝突中樹立的木製圍牆。這場起事導致27人死亡，多數是叛亂者。
這件事是巴拉瑞特地區公民抗命之高峰，當時正值維多利亞淘金潮，礦工反對採礦牌照的費用，認為採礦牌照是無代表徵稅；又對政府、警察以及軍隊的行為有所異議。這場本土起事從巴拉瑞特改革聯盟運動成長而來，最終礦工樹立了一座粗糙的堡壘營，殖民地部隊在兩日後午夜圍攻他們，行動迅速而致命。
叛亂者在殖民地首墨爾本受審時得到民眾支持，導致政府通過1856年選舉法案，法案規定維多利亞殖民地議會的下議院選舉須全面由白人男性普選，成為澳大拉西亞第二個民主法案。
是故有人認為尤利卡起事是澳洲民主的開端，但有爭議，亦有解讀認為這是一場政治起義。

## 背景

### 1851−1854年間的金礦抗議活動
希斯考克淘金潮在1851年8月12日開始，當日季隆廣告報刊登希斯考克在巴寧揚以西3公里（後來的尤利卡以南10公里）發現黃金。8月16日，副總督拉籌伯在政府公報宣示官方於採礦收益的權利，以及宣佈在同年9月1日起收取每月30先令的採礦牌照費。30先令的費用大約佔那些礦工半個多月的工資。
8月26日，40至50名礦工沿希斯考克河谷遊行反對採礦費。該遊行是殖民地上首次同類抗議活動。礦工反對政府的壓迫政策如牌照費，以及要求投票權和購買土地的權利。遊行反亦舉行了首場集會，殖民地各處採礦聚居地的異見者之集會隨之而起。
同年12月，政府宣布打算在翌年1月1日將牌照費加價三倍，從1英鎊增至3英鎊。這行動挑起全殖民地各地示威，當中包括「林溪怪獸集會」。史學家韋斯頓·貝特指出，在巴拉瑞特的挖礦工激動得開始收集武器。政府因民眾反應，倉促地撤銷其計劃。
然而，壓迫的查牌行動持續，而且變得更為頻密，造成挖礦工間的普遍不滿。此外，貝特亦指出，巴拉瑞特的挖礦工強烈反對政府施加嚴格的酒牌法律。
1853年金礦法令修訂容許牌照搜查在在何時間進行。這進一步激怒了礦工。反採礦權牌照聯盟於1853年在本迪戈鎮成立，而礦工看起來與政府正值武裝衝突的邊緣。然後在1854年，本迪戈鎮礦工威脅武裝起義以回應政府加密查牌行動至每星期兩次 。

## 政治後果
1857年11月24日授予男性白人普選權之法案在維多利亞議會通過，維多利亞殖民地是澳洲首個有普選權的地方。

## 外部連結
- 民主是自己爭取來的──點燃世界真普選風潮的澳洲尤利卡革命